# Intellekt
Intellekt (von lateinisch intellectus ‚Erkenntnisvermögen‘, ‚Einsicht‘, ‚Verstand‘) bezeichnet in der Philosophie des Geistes die Fähigkeit, etwas geistig zu erfassen, sowie die Instanz im Menschen, die für das Erkennen und Denken zuständig ist. Das Wort Intellekt wird oft synonym zu Verstand verwendet, daneben auch mit der Bedeutung von Vernunft, Bewusstsein oder Geist.

## Begriffsgeschichte
In der Antike diente in der römischen Philosophie das Substantiv intellectus, das vom Verb intellegere („erkennen“, „verstehen“) abgeleitet ist, zur Übersetzung des griechischen Begriffs Nous. Der Nous spielte in der griechischen Philosophie, insbesondere bei Platon und Aristoteles und in den von ihnen gegründeten Philosophenschulen (Platonische Akademie, Peripatos), eine wichtige Rolle. Cicero nannte den Nous nicht intellectus, sondern bediente sich anderer Ausdrücke wie animus, mens, ratio und ingenium, aber bei Seneca und anderen Autoren der römischen Kaiserzeit war der Ausdruck intellectus geläufig. In der Spätantike verwendete Boethius intellectus als philosophischen Fachausdruck. In den Werken des Kirchenvaters Augustinus erscheint intellectus in der Bedeutung „vernünftige Einsicht“ und meist synonym mit ratio („Überlegung“, „Denkvermögen“, „Vernunft“, „Einsicht“). Der Sprachgebrauch von Augustinus und Boethius war für die Folgezeit wegweisend, da diese Autoren im Mittelalter Autoritäten hohen Ranges waren.
In der scholastischen Philosophie und Theologie des Mittelalters war intellectus ein zentraler Begriff, der vor allem von der Nous-Vorstellung des Aristoteles geprägt war. Gemäß dem aristotelischen Konzept unterschieden die mittelalterlichen Gelehrten zwischen dem intellectus agens, dem „tätigen“ oder „bewirkenden“ oder aktiven Intellekt und dem intellectus possibilis, dem „möglichen Intellekt“, den Aristoteles als „erleidenden Nous“ (nous pathētikós) bezeichnet hatte, weil er passiv ist und nur Einwirkungen erfahren kann. Einer falschen mittelalterlichen Etymologie zufolge, die von Autoren wie Thomas von Aquin und Meister Eckhart verbreitet wurde, sind intellegere und intellectus aus intus legere („inwendig lesen“) abgeleitet. Thomas versteht darunter das Erfassen des den Sinnen nicht zugänglichen „Inneren“ eines Dinges. Für Meister Eckhart bedeutet intellectus ein inneres Erfassen von etwas in doppeltem Sinne: inwendig im Intellekt und inwendig in den Prinzipien des Erkenntnisobjekts.
Ins Deutsche wurde das Wort aus dem Lateinischen als Fremdwort übernommen und bürgerte sich ab Anfang des 19. Jahrhunderts ein. Herder verwendete 1797 noch die lateinische Form (Der reine Intellectus), bei Goethe ist das Wort schon eingedeutscht (Intellect). Das zugehörige Adjektiv intellektuell („geistig“) war schon im späten 18. Jahrhundert gebräuchlich; es war aus dem Französischen übernommen worden (intellectuel).